# 카티 카렌바우어

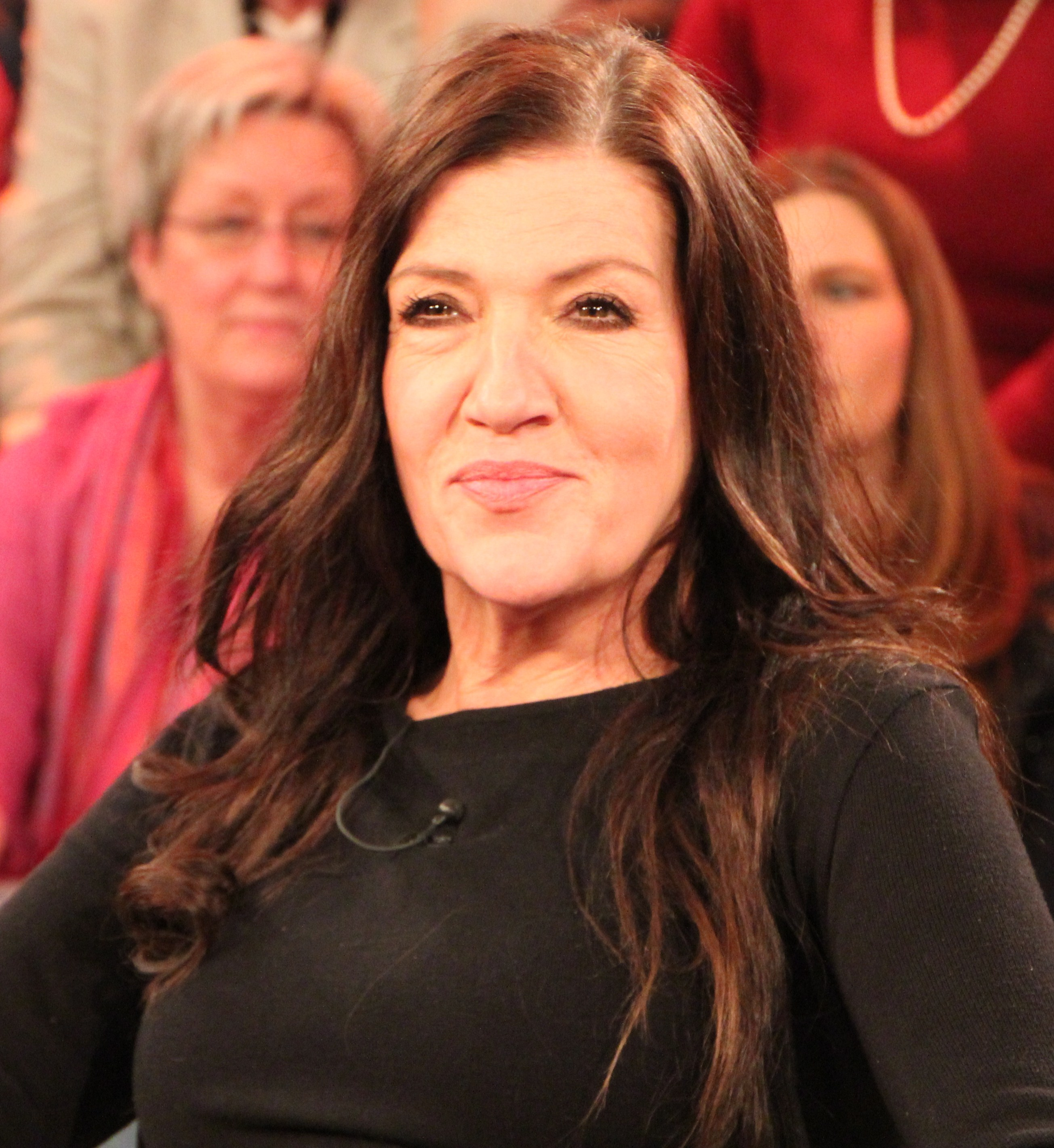

카티 카렌바우어(Katy Karrenbauer, 1962년 12월 31일 ~ )는 독일의 배우, 가수, 영화배우이다.
뒤스부르크에서 태어났다.

## 영화
- 카르토펠살라트 (2015년)
- 플라스틱 (2012년)
- 클라우드 아틀라스 (2012년)
- 세상의 끝에서 (2007년) - 피오나 역
- 죠스 리턴즈 (2004년) - 닥터 베레나 역
- 1학기 (1997년)